# Solveig Jørgensen
Solveig Jørgensen fue una deportista danesa que compitió en esgrima, especialista en la modalidad de florete. Ganó tres medallas en el Campeonato Mundial de Esgrima entre los años 1948 y 1951.

## Palmarés internacional
| Campeonato Mundial | Campeonato Mundial     | Campeonato Mundial | Campeonato Mundial  |
| Año                | Lugar                  | Medalla            | Prueba              |
| ------------------ | ---------------------- | ------------------ | ------------------- |
| 1948               | La Haya (Países Bajos) | Medalla de oro     | Florete por equipos |
| 1950               | Montecarlo (Mónaco)    | Medalla de plata   | Florete por equipos |
| 1951               | Estocolmo (Suecia)     | Medalla de bronce  | Florete por equipos |